# Entrada Dixon
La entrada Dixon (Dixon Entrance en inglés) (Entrée Dixon en francés) es un estrecho de mar localizado en la costa del océano Pacífico del noroeste de Norteamérica, que forma parte de la frontera internacional entre el estado de Alaska, EE. UU. y la provincia de la Columbia Británica, en Canadá. 
La entrada Dixon es parte de la ruta marítima del Pasaje Interior y también forma parte de la frontera marítima entre los EE. UU. y Canadá, aunque se discute el límite. El nombre más antiguo del estrecho era el que le daban los nativos haida, que le conocían como Seegaay.

## Historia
Debe su nombre al capitán George Dixon (1748–96) , un oficial de la Royal Navy, comerciante de pieles y explorador, que estudió el área en 1787 y estableció que las islas del archipiélago de Haida Gwaii (antigua archipiélago de la Reina Carlota, Queen Charlotte Islands) eran tales y que ya había estado en la zona con la tercera expedición (1776-79) del capitán James Cook. 

## Geografía
La entrada Dixon tiene unos  80 kilómetros de largo y también 80 km de ancho. Limita, al norte, con el estrecho Clarence (Clarence Strait), en el archipiélago Alexander, en Alaska; y, al sur, con las islas del archipiélago de Haida Gwaii y el estrecho de Hécate, en la Columbia Británica. La isla del Príncipe de Gales, es la mayor de las islas de Alaska y está situada en el lado norte de la entrada de Dixon, y es también el hogar de una rama de los haida, conocidos como los Haida Kaigani. Las islas de la Reina Charlotte, que se encuentran en el lado sur de la entrada, fueron nombradas en la década de 1970, en reconocimiento al pueblo haida, como Haida Gwaii, que significa «tierra de la gente [haida]». Los miembros de la nación haida tienen libre acceso a través del estrecho. 

## Disputas territoriales
La llamada «línea A-B» (A-B Line) que marca el límite norte de la entrada Dixon (aproximadamente en los 54° 40'N)  se estableció en el «Tratado de Límites de Alaska» de 1903 (Hay-Herbert Treaty). El significado de la línea propuesta aún sigue en disputa entre Canadá y los Estados Unidos; Canadá sostiene que la línea es el límite marítimo internacional, mientras que Estados Unidos que su propósito era sólo designar que islas pertenecen a cada país y que, por tanto, la frontera marítima debe de ser  una línea equidistante entre las islas. Las disputas territoriales sobre las pesquerías continúan, ya que los Estados Unidos no reconocen la «línea AB» a los efectos de los recursos del fondo marino o los derechos de pesca y nunca han mostrado el Tratado de Límites en sus propios mapas. 

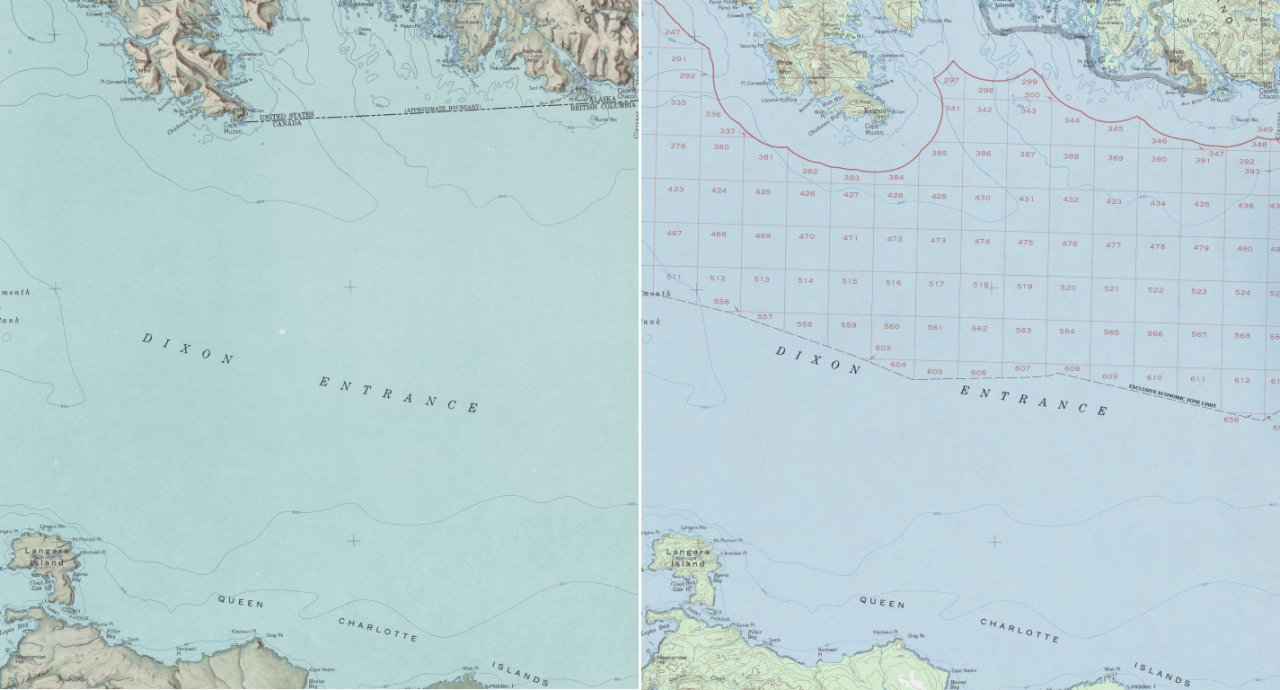
Un mapa de la entrada Dixon, que muestra la Línea A-B de 1903 (izquierda) y el límite actualmente reclamado por los EE. UU. (a la derecha).